# Andrena paraulica
Andrena paraulica är en biart som beskrevs av Hans Hedicke 1940. Andrena paraulica ingår i släktet sandbin, och familjen grävbin. Inga underarter finns listade i Catalogue of Life.